# Jakovljev Jak-38
Jakovljev Jak-38 (NATO naziv: "Forger) je bio prvi i jedini sovjetski operativni višenamjenski VTOL zrakoplov.

## Razvoj
Jakovljev je nakon Jaka-36 tek započimao razvoj VTOL zrakoplova, stoga je odlučena da se iskuša dizajn s R27V-300 motorom koji je imao naknadno izgaranje i Kolesov RD36-35FV motorima koji bi se postavili okomito za stvaranje potiska. Sovjetskta mornarica se zainteresirala za projekt te je 1967. odobrila izradu prototipova koji su trebali obavljati funkciju jurišnika s nosača klase Kijev o kojima se tada razmišljalo. U sekundarnoj ulozi obavaljao bi uloge presretača i izvidnika.
 Prvi prototipovi su bili označeni Jak-36M iako su bili potpuno različiti od Jaka-36. Naručeno je pet prototipova od čega je jedan bio dvosjed. U testnom programu su korištena i dva Tupoljev Tu-16 bombardera koji su nosili makete u prirodnoj veličini i potom ih spuštali u zračnu struju. Prvi test lebdenja na mjestu u jednosjedu Jak-36M prototipu se odvio 22. rujna 1970., nakon čega je 2. prosinca iste godine uslijedio prvi let s konvencionalnim polijetanjem i slijetanjem.
Tijekom razvoja, projekt je nailazio na dosta problema te je prvi pravi let s okomitim polijetanjem i slijetanjem obavljen tek 25. veljače 1972. s pilotom Mikhailom Deksbahom. Deksbah je izveo i prvo slijetanje na brod 18. studenog 1972. Nakon sređivanja nedostataka, novi zrakoplov je naručen za proizvodnju na početku 1975. a u službu sovjestke mornarice je formalno ušao 1976. pod oznakom Jak-38; dobio je i NATO naziv, Forger-A.

## Dizajn
Glavni Tumanski R27V-300 motor je imao dva hidraulički pokretana ispuha koja su se mogla okrenuti prema dolje kako bi stvarali dodatni potisak prilikom lebdenja. Odmah iza pilotske kabine su bila smještena i dva okomito postavljena RD36V-35FV motora koji su na kratko vrijeme mogli stvoriti maksimalni potisak od 28,46 kN.

### Inačice
Kako je letenje VTOL zrakoplova bilo nešto potpuno novo za pilote, razvijena je dvosjedna inačica za obuku oznake Jak-36MU koja je prvi put poletjela 17. kolovoza 1972. s pilotom Mikhailom Deksbahom. U službu je uvedena 1978. pod oznakom Jak-38U te je dobila i NATO naziv "Forger-B".
Kako su se s vremenom pronalazila neka rješenja npr. za sprječavanje usisavanja zraka iz ispuha ugradnjom pregrade kod usisnika motora za lebdenje, sveukupna poboljšanja i modifikacije su dovele do nove inačice oznake Jak-38M koja je prvi put poletila 1982. Ugrađen je novi i snažniji Tumanski R-28-300 i Kolesov RD-38 motori za lebdenje koji su imali oko 10% više potiska od svojih prethodnika. Osim poboljšanog pogonskog sustava, poboljšano je podvozje te su dodani vanjski spremnici za gorivo.

## Povijest korištenja
Tijekom službe održavanje je bilo dosta teško, posebno oko motora za lebdenje čiji je životni vijek bio oko 22 sata rada. Tijekom plovidbe bojnog broda Kijev 1976. duž Mediterana, na sebi je nosio šest zrakoplova, od čega su tri bila operativna na sredini putovanja a na kraju je samo jedan ostao u funkciji. Tijekom službe, oko trećina zrakoplova je izgubljena u nesrećama.

1980. na kratko su korišteni u Afganistanu za procjenu što je ukazalo na već poznate probleme: teško održavanje, nepouzdanost i teška upravljivost.

Među pilotima Jak-38 je bio poprilično nepopularan i nije bio poželjan kao dužnost. Neki piloti su otišli tako daleko da su čak pisali pisma pritužbe Centralnom komitetu.

Nakon pada Sovjetskog Saveza, Jak-38 je povučen iz službe 1991.

## Tehničke karakteristike (Yakovlev Yak-38M)
Osnovne karakteristike
- posada: 1
- dužina: 16,37 m
- raspon krila: 7,32 m
- površina krila: 18,5 m2
- visina: 4,25 m

Letne karakteristike
- najveća brzina: 1050 km/h
- dolet: 1300 km
- brzina penjanja: 4500 m/min
- najveća visina leta: 11.000 m
- motor: 1 x Tumanski R-28 V-300

VTOL motori: 2 x Rybinsk RD-38